# Blauer Enzian (Achterbahn)
Blauer Enzian ist die Bezeichnung eines Stahlachterbahnmodells des Herstellers Mack Rides, welches erstmals 1969 ausgeliefert wurde. Es zählt zur Kategorie der Powered Coaster, was bedeutet, dass der Achterbahnzug während der gesamten Fahrt durch einen Elektromotor angetrieben wird.
Länge, Höhe und Geschwindigkeit des Blauen Enzians variieren je nach Auslieferung. Üblicherweise kommt ein einzelner Zug zum Einsatz, der je nach Fahrprogramm auch mehrere Runden auf der Strecke fahren kann.

## Standorte
Zurzeit (Stand März 2021) gibt es 33 (bekannte) stationäre Auslieferungen.
| Achterbahn                               | Betreiber                            | Land                   | Eröffnung               | Schließung |
| ---------------------------------------- | ------------------------------------ | ---------------------- | ----------------------- | ---------- |
| Alpen Express                            | Hòn Dáu Resort                       | Vietnam                | zw. 2010 und 2013       |            |
| Alpenexpress „Enzian“                    | Europa-Park                          | Deutschland            | 1984                    |            |
| Apache Whirlwind                         | Frontier Village Amusement Park      | Vereinigte Staaten     | 1976                    | 1980       |
| Arctic Blast                             | Ocean Park                           | Hongkong               | 2012                    |            |
| Silverpony-Express (ehem. Blauer Enzian) | Freizeit-Land Geiselwind             | Deutschland            | 1989                    |            |
| Blauer Enzian                            | Gröna Lund                           | Schweden               | 1980                    | 1982       |
| Blauer Enzian                            | Toshimaen                            | Japan                  | 1982                    | 2020       |
| Blauer Enzian                            | Tivoli Karolinelund                  | Dänemark               | unbekannt               | unbekannt  |
| Bob Express                              | Bobbejaanland                        | Belgien                | 2000                    |            |
| Draconis                                 | Plopsaland Belgium                   | Belgien                | 2004                    |            |
| Dragen                                   | Legoland Billund                     | Dänemark               | 1997                    |            |
| Dynamite Express                         | Drievliet Family Park                | Niederlande            | 2005                    |            |
| Eurospeed Rothaarblitz                   | Europark Panorama-Park               | Frankreich Deutschland | 2009 1982               | 2007       |
| Expreso Minero                           | Parque Plaza Sesamo                  | Mexiko                 | 2006 oder früher        |            |
| Flying Fish                              | Thorpe Park                          | Vereinigtes Königreich | 1983                    |            |
| Galaxie Express                          | Space Center                         | Deutschland            | 2003                    | 2004       |
| Gletscherblitz                           | Steinwasen-Park                      | Deutschland            | 1998                    |            |
| Gold Mine Train                          | Nigloland                            | Frankreich             | 1992                    |            |
| Grottenblitz                             | Heide Park Resort                    | Deutschland            | 1985                    |            |
| Gruvbanan                                | Skara Sommarland                     | Schweden               | 1987                    |            |
| Idän Pikajuna                            | Tykkimäki                            | Finnland               | 1989                    |            |
| Kansas City-Express Blauer Enzian        | Fränkisches Wunderland Traumlandpark | Deutschland            | 1993 1987               | 2013 1991  |
| Mælkevejen                               | Tivoli (Kopenhagen)                  | Dänemark               | 2019                    |            |
| Miniwah                                  | Freizeitpark Plohn                   | Deutschland            | 2015                    |            |
| Odinexpressen                            | Tivoli                               | Dänemark               | 1985                    | 2018       |
| Pikajuna                                 | Linnanmäki                           | Finnland               | 1990                    |            |
| Runaway Mine Train                       | Alton Towers                         | Vereinigtes Königreich | 1992                    |            |
| Runaway Train                            | Elitch Gardens                       | Vereinigte Staaten     | 1996                    | 1996       |
| Scorpion Express                         | Chessington World of Adventures      | Vereinigtes Königreich | 1987                    |            |
| Spreeblitz Le Dragon des Sortilèges      | Spreepark Mirapolis                  | Deutschland Frankreich | unbekannt 1987          | 2001 1991  |
| Super Train Tokaido                      | Tivoli World                         | Spanien                | die 1980er              |            |
| Thunder Run                              | Canada’s Wonderland                  | Kanada                 | 1981                    |            |
| Tokaido Express                          | Lunapark Fréjus                      | Frankreich             | 2017 (hergestellt 1972) |            |